# Rocío Igarzábal
Rocío "Rochi" Igarzábal (Martínez, San Isidro, Buenos Aires, 24 de agosto de 1989) é uma atriz, cantora e modelo argentina. É filha de Adriana e Joaquín, e tem duas irmãs, Martina e Lucia. Já participou de várias obras teatrais, como Tarzan e Across the Universe. Rocío fez sua estreia profissional em 2008, quando interpretou Valéria Gutierrez na novela Casi ángeles, criada pela  escritora argentina Cris Morena, onde formou parte da banda fictícia Man. Junto com o elenco de Casi ángeles, fez shows em toda a Argentina e em vários outros países. Em janeiro de 2011, com a saída de Eugenia Suárez, ela entrou para a banda pop argentina Teen Angels originada na novela mesma telenovela. Depois de um tempo afastada da televisão, ela anuncia em 30 de dezembro sua gravidez com seu atual noivo Milton Cámara. Em 9 de junho de 2016 nasce Lupita, primeira filha do casal.

## Carreira
Em 2011, Rocío fez uma participação especial na série Super torpe (Super T no Brasil) como "Lucia". A produção do Disney Channel era protagonizada por sua amiga Candela Vetrano e seu ex-namorado Pablo Martínez. Com a banda Teen Angels, Rocío voltou ao teatro, onde fez vários espetáculos musicais junto com os integrantes Lali Espósito, Peter Lanzani, Nicolás Riera e Gastón Dalmau durante os anos de 2011 e 2012. 
Com o fim da banda, Rocío apostou inteiramente na vida de atriz. Depois da série Casi Ángeles, nos anos 2012 e 2013, Rocío interpretou Brenda Bandi em Dulce amor. Em seu último capítulo, a novela foi exibida no teatro Gran Rex. Ainda em 2013 Rocío protagonizou Taxxi Amores Cruzados como Tania Shelley contracenando com Gabriel Corrado, Catherine Fulop e Nicolas Riera, que também integrou a banda Teen Angels. Ainda em 2013, Rocío estreou no cinema, em seu primeiro filme documentário 3D, Teen Angels el adios - 3D.

## Teatro
- 2006 - Hércules
- 2007 - Tarzán
- 2008-2010 - Casi Angeles
- 2011-2012 - Teen Angels

## Cinema
- 2013 - Teen Angels: El adiós 3D"
- 2015 - "El Desafio"

## Televisão
- 2008-2010 - Casi Angeles - Valéria Gutierrez[2]
- 2011 - Super Torpe - Lucia
- 2012 - Dulce Amor - Brenda Bandi
- 2013 - Taxxi Amores Cruzados - Tania Shelley / Agustina Sorrento

## Discografia
- 2008 - Casi Ángeles en vivo teatro Gran Rex
- 2009 - Casi Ángeles en vivo teatro Gran Rex
- 2010 - Casi Ángeles en vivo teatro Gran Rex
- 2011 - Teen Angels
- 2012 - Teen Angels La Despedida

Carreira Solo:
- 2017 - "Entre los Árboles"